# بريستو
بريستو (بالإنجليزية: Presto)‏ هو محرك التصميم لمتصفح الويب أوبرا، تم تطويره من قبل برمجيات أوبرا. بعد العديد من الإصدارات التجريبية، تم إصداره في 28 يناير 2003، في أوبرا 7.0 لنظام ويندوز وهو محرك التصميم الحالي للمتصفح. بريستو حل محل محرك إلكترا المستخدم في النسخ 4-6 من متصفح أوبرا، وهو متاح فقط في متصفح أوبرا أو المنتجات ذات علاقة بأوبرا. الشيفرة المصدرية أو الملفات التنفيذية على هيئة دي إل إل DLL للمحرك غير متاحة عموماً.